# Rio Ádige
O Ádige (Adige em italiano ou Etsch em alemão) é um rio localizado na parte nordeste da Itália, o segundo maior, depois do rio Pó; sua bacia hidrográfica é a terceira em extensão no país, depois das bacias dos rios Pó e Tibre.
Banha as cidades de Merano, Bolzano, Trento e Verona, atravessando a região do Trentino Alto-Adige e a planície Padana oriental, na região do Véneto, desaguando no mar Adriático. Proporciona uma quantidade considerável de energia hidroeléctrica. O seu curso é navegável durante 112 quilômetros.